# Toshiba Soccer Club 1988-1989
Questa voce raccoglie le informazioni riguardanti il Toshiba Soccer Club nelle competizioni ufficiali della stagione 1988-1989.

## Stagione
Dopo aver iniziato la stagione raggiungendo la finale di Coppa di Lega, persa per 3-0 contro i futuri campioni nazionali del Nissan Motors il Toshiba, che nel precampionato aveva incluso nella propria rosa alcuni calciatori esteri come gli attaccanti Calvanese e Perez, dominò le due fasi della seconda divisione ottenendo la prima promozione in massima serie. A metà campionato la squadra disputò la Coppa dell'Imperatore, dove fu immediatamente eliminato per effetto di una sconfitta con il Cosmo Oil.

## Rosa
| N. |                     | Ruolo | Calciatore          |
| -- | ------------------- | ----- | ------------------- |
| 1  | Giappone (bandiera) | P     | Masayuki Nagira     |
| 4  | Giappone (bandiera) | D     | Seiichi Ono         |
| 5  | Giappone (bandiera) | D     | Nobuhiro Ishizaki   |
| 6  | Giappone (bandiera) |       | Fujio Hosaka        |
| 7  | Giappone (bandiera) |       | Satoshi Yagi        |
| 8  | Giappone (bandiera) |       | Yoshikazu Arai      |
| 9  | Giappone (bandiera) | C     | Yasunori Haga       |
| 10 | Giappone (bandiera) |       | Yuji Yagi           |
| 11 | Giappone (bandiera) |       | Katsuya Aoki        |
| 12 | Brasile (bandiera)  | A     | Calvanese           |
| 13 | Giappone (bandiera) |       | Isao Kikuchi        |
| 14 | Giappone (bandiera) |       | Yoshitaka Yamashita |
| 15 | Giappone (bandiera) |       | Kaoru Shibasaki     |
| 16 | Giappone (bandiera) |       | Takeo Sekine        |

| N. |                           | Ruolo | Calciatore        |
| -- | ------------------------- | ----- | ----------------- |
| 17 | Giappone (bandiera)       | C     | Takashi Hosaka    |
| 18 | Giappone (bandiera)       | D     | Yoshio Otani      |
| 19 | non conosciuta (bandiera) | C     | Perez             |
| 20 | Giappone (bandiera)       |       | Jin Matsumoto     |
| 21 | Giappone (bandiera)       |       | Takayuki Kawamura |
| 22 | Giappone (bandiera)       |       | Norio Nagai       |
| 23 | Giappone (bandiera)       |       | Katsumi Ishii     |
| 24 | Giappone (bandiera)       |       | Nobuo Daimatsu    |
| 25 | Giappone (bandiera)       |       | Junichi Haga      |
| 26 | Giappone (bandiera)       |       | Toshimitsu Tokuda |
| 28 | Giappone (bandiera)       | P     | Masayuki Goto     |
| 29 | Giappone (bandiera)       |       | Toyohito Suzuki   |
| 30 | Giappone (bandiera)       | A     | Michiaki Nakamura |

## Risultati

### Japan Soccer League Division 2

#### Girone promozione
| Kashiwa 29 gennaio 1989 | Hitachi | 0 – 1 | Toshiba |  |

| Kawasaki 4 febbraio 1989 | Toshiba | 3 – 2 | Tanabe Pharma |  |

| Kawasaki 11 febbraio 1989 | Fujitsu | 2 – 2 | Toshiba |  |

| Kawasaki 18 febbraio 1989 | Toshiba | 1 – 0 | Toyota Motors |  |

| Kawasaki 25 febbraio 1989 | Toshiba | 0 – 0 | NTT Kansai |  |

| Hiroshima 5 marzo 1989 | Mazda | 0 – 1 | Toshiba |  |

| Kawasaki 11 marzo 1989 | Toshiba | 2 – 1 | Osaka Gas |  |

| Osaka 19 marzo 1989 | Osaka Gas | 0 – 2 | Toshiba |  |

| Kashiwa 25 marzo 1989 | Toshiba | 2 – 0 | Hitachi |  |

| Osaka 2 aprile 1989 | Tanabe Pharma | 0 – 2 | Toshiba |  |

| Kawasaki 8 aprile 1989 | Toshiba | 0 – 0 | Fujitsu |  |

| Susono 15 aprile 1989 | Toyota Motors | 2 – 1 | Toshiba |  |

| Osaka 22 aprile 1989 | NTT Kansai | 2 – 2 | Toshiba |  |

| Kawasaki 29 aprile 1989 | Toshiba | 1 – 1 | Mazda |  |

### Japan Soccer League Cup
| Kawasaki 28 agosto 1988 | Toshiba | 3 – 2 | Tanabe Pharma |  |

| Hamamatsu 3 settembre 1988 | Toshiba | 3 – 2 | Furukawa Electric |  |

| Hamamatsu 4 settembre 1988                   | Mazda                | 0 – 0 (d.t.s.) | Toshiba |  |
| \| \| \| \| \| \| Tiri di rigore 1 – 4 \| \| |                      |                |         |  |
|                                              |                      |                |         |  |
|                                              | Tiri di rigore 1 – 4 |                |         |  |

### Coppa dell'Imperatore
| Toyota 24 dicembre 1988 | Toshiba | 1 – 2 | Cosmo Oil |  |

| Yokkaichi 10 settembre 1988 | Toshiba | 1 – 0 | Yanmar Diesel |  |

| Yokkaichi 11 settembre 1988, ore 13:55 UTC+9 | Nissan Motors | 3 – 0 | Toshiba | Central Stadium |
| Hirakawa 14’ Mizunuma 27’ , 36’ Marcatori    |               |       |         |                 |
|                                              |               |       |         |                 |
| Hirakawa 14’ Mizunuma 27’, 36’               | Marcatori     |       |         |                 |

## Statistiche

### Statistiche di squadra
| Competizione          | Punti | Totale | Totale | Totale | Totale | Totale | Totale | DR  |
| Competizione          | Punti | G      | V      | N      | P      | Gf     | Gs     | DR  |
| --------------------- | ----- | ------ | ------ | ------ | ------ | ------ | ------ | --- |
| JSL Division 2        | -     | 28     | 17     | 10     | 1      | 58     | 41     | +17 |
| JSL Cup               | -     | 5      | 3      | 1      | 1      | 7      | 7      | 0   |
| Coppa dell'Imperatore | -     | 1      | 0      | 0      | 1      | 1      | 2      | -1  |
| Totale                | -     | 37     | 21     | 11     | 3      | 66     | 50     | +16 |